# Ohanszki járás

Az Ohanszki járás a Permi határterületen

Az Ohanszki járás (oroszul Оханский район) Oroszország egyik járása a Permi határterületen. Székhelye Ohanszk.

## Népesség
- 1989-ben 18 747 lakosa volt.
- 2002-ben 17 873 lakosa volt, melynek 94,4%-a orosz, 1,5%-a komi-permják, 1,1%-a tatár nemzetiségű.
- 2010-ben 16 272 lakosa volt, melyből 15 390 orosz, 205 komi, 161 tatár stb.